# Ababa Lama
Ababa Lama, född den 8 augusti 1993,  är en svensk-etiopisk friidrottare (långdistanslöpare) tävlande för Hälle IF. Han vann SM-guld på 5 000 meter, halvmaraton och 10 km landsväg år 2014.

## Personliga rekord
| Utomhus - 1 500 meter – 3:48,50 (Hoorn, Nederländerna 18 maj 2013) - 3 000 meter – 7:59,53 (Karlstad 23 juli 2013) - 5 000 meter – 13:38,04 (Sollentuna 27 juni 2013) - 10 000 meter – 29:11,79 (Borås 30 augusti 2013) - 10 km landsväg – 29:13 (Malmö 12 juli 2014) - 10 km landsväg – 30:08 (Göteborg 24 augusti 2013) - Halvmaraton – 1:04:47 (Stockholm 13 september 2014) | Inomhus - 3 000 meter – 8:29,85 (Huddinge kommun 20 januari 2012) |

### Fotnoter
1. ↑  ”Stora SM 2013, dag 4”. trackandfield.se. Arkiverad från originalet den 4 september 2013. https://web.archive.org/web/20130904001146/http://www.trackandfield.se/resultat/2013/130901.htm. Läst 2 september 2013.
2. ↑  ”Stora SM 2014, dag 3” (htm). trackandfield.se. http://www.trackandfield.se/resultat/2014/140803.htm. Läst 21 oktober 2014.
3. ↑  ”Stora SM 2013, dag 2”. trackandfield.se. Arkiverad från originalet den 3 september 2013. https://web.archive.org/web/20130903064049/http://www.trackandfield.se/resultat/2013/130830.htm. Läst 2 september 2013.
4. ↑  ”Stora SM 2014, dag 1” (htm). trackandfield.se. http://www.trackandfield.se/resultat/2014/140801.htm. Läst 21 oktober 2014.
5. ↑  ”SM 10 km landsväg 2014”. marathon.se. http://www.marathon.se/racetimer?v=%2Fsv%2Frace%2Fshow%2F2065%3Flayout%3Dmarathon. Läst 10 november 2015.
6. ↑  ”SM halvmarathon 2014”. marathon.se. http://results.marathon.se/halvmarathon/2014/. Läst 25 mars 2015.
7. 1 2  ”Terräng-SM 2015”. marathon.se. http://www.marathon.se/racetimer?v=%2Fsv%2Frace%2Fshow%2F2980%3Flayout%3Dmarathon. Läst 31 oktober 2015.
8. 1 2 3 4 5 6  ”Personsida på ARRS” (på engelska). arrs.net. https://more.arrs.run/runner/37544. Läst 19 oktober 2018.
9. 1 2 3 4 5 6 7  ”Personsida på IAAF:s webbplats” (på engelska). iaaf.org. http://www.iaaf.org/athletes/sweden/ababa-lama-276279. Läst 19 oktober 2018.